# ماغوميد أوزدوييف
ماغوميد مصطفاييفيتش أوزدوييف (بالروسية: Магомед Мустафаевич Оздоев) هو لاعب كرة قدم روسي في مركز الوسط ولد في يوم 5 نوفمبر 1992 في مدينة غروزني في روسيا، يلعب حالياً مع نادي زينيت سانت بطرسبرغ وسبق له اللعب مع نادي لوكوموتيف موسكو وروبين كازان وتيريك غروزني، في سنة 2014 بدأ باللعب مع منتخب روسيا لكرة القدم ويبلغ طوله 184 سم.

## روابط خارجية
- ماغوميد أوزدوييف على موقع الاتحاد الدولي (مؤرشف)  (الإنجليزية)
- ماغوميد أوزدوييف على موقع الاتحاد الأوربي (الإنجليزية)
- ماغوميد أوزدوييف على موقع اتحاد تركيا (لاعب) (الإنجليزية)
- ماغوميد أوزدوييف على موقع قاعدة بيانات كرة القدم.إي يو (الإنجليزية)
- ماغوميد أوزدوييف على موقع ناشيونال فوتبول تيمز (الإنجليزية)
- ماغوميد أوزدوييف على موقع Soccerway.com (الإنجليزية)
- ماغوميد أوزدوييف على موقع عالم كرة القدم.نت (الإنجليزية)